# Anthurium fontoides
Anthurium fontoides är en kallaväxtart som beskrevs av Richard Evans Schultes. Anthurium fontoides ingår i släktet Anthurium och familjen kallaväxter. Inga underarter finns listade.